# Grand Prix automobile d'Allemagne 1956
GP précédent GP suivant
Le Grand Prix d'Allemagne 1956 (XVIII Grosser Preis von Deutschland), disputé sur le Nürburgring le 5 août 1956, est la cinquante-cinquième épreuve du championnat du monde de Formule 1 courue depuis 1950 et la septième manche du championnat 1956.

## Contexte avant le Grand Prix

### Le championnat du monde
La saison 1956 est la troisième à se disputer sous la réglementation Formule 1 2,5 litres (moteur 2 500 cm3 atmosphérique ou 750 cm3 suralimenté, carburant libre). Après deux années de domination, Mercedes-Benz s'est retiré de la compétition et ce sont désormais Ferrari et Maserati qui tiennent le haut du pavé en Grand Prix, malgré les progrès notables réalisés par les constructeurs britanniques Vanwall, BRM et dans une moindre mesure Connaught. Le retour de la prestigieuse marque d'avant-guerre Bugatti lors du Grand Prix de France s'est malheureusement soldé par un cuisant échec, Amédée Gordini demeurant, malgré des moyens très limités, le seul constructeur français en F1.
Triple champion du monde, l'as argentin Juan Manuel Fangio, après deux glorieuses années chez Mercedes, est passé chez Ferrari, où il a connu un début de saison difficile, marqué par de nombreux incidents mécaniques. Il a toutefois pris sa revanche lors de la dernière manche à Silverstone, s'adjugeant la victoire au détriment de son principal rival Stirling Moss (Maserati), et revenant à un seul point de son coéquipier Peter Collins, leader du championnat. Sérieux candidat au titre, Moss a cependant hypothéqué une bonne partie de ses chances après un milieu de saison émaillé de problèmes de fiabilité.

### Le circuit

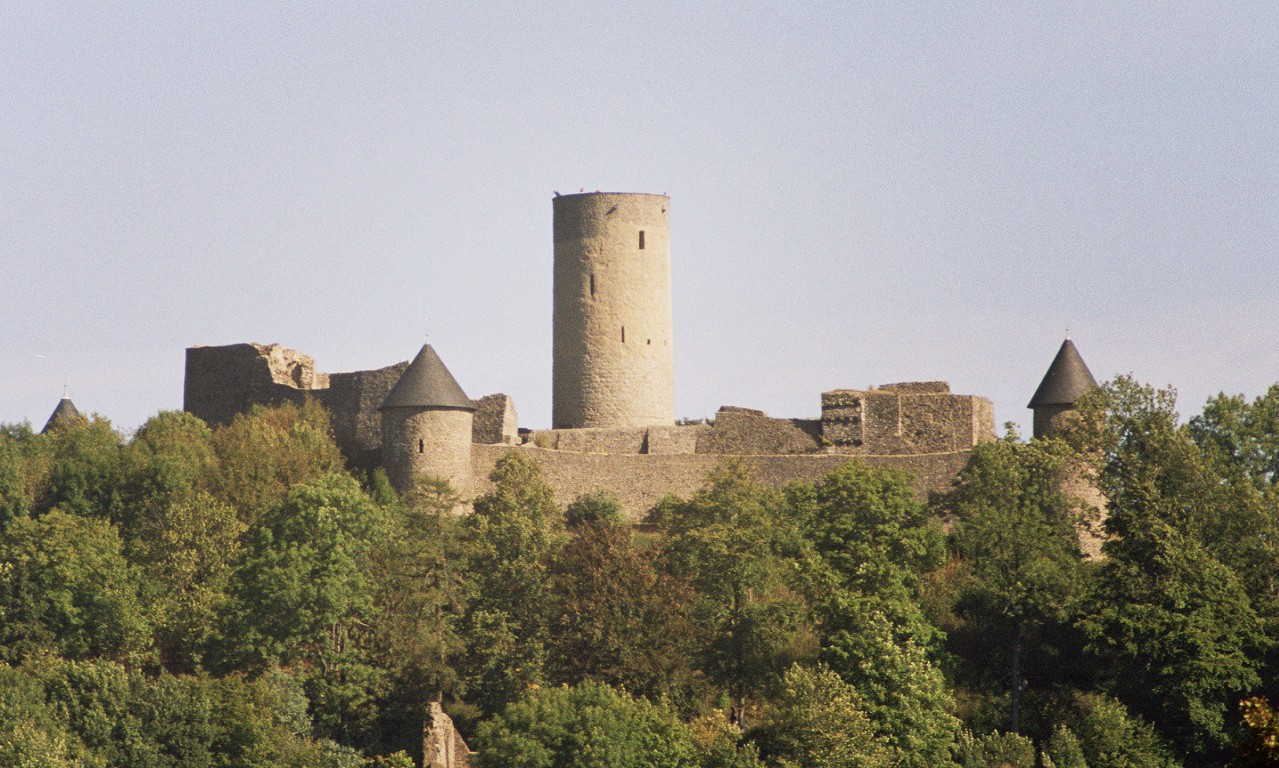
Le château du Nürburg, qui domine le circuit.

Construit à partir de 1925 dans les montagnes de l'Eifel, inauguré en 1927 après deux ans de coûteux travaux, le Nürburgring se caractérise par un tracé particulièrement accidenté. Développant près de 23 kilomètres, il compte 176 virages et n'autorise pas des moyennes très élevées. Comptant vingt-deux tours, soit plus de cinq cents kilomètres, le Grand Prix est considéré comme l'un des plus difficiles de la saison. Le record officiel de la piste établi par Hermann Lang en 1939 lors du Grand Prix de l'Eifel n'a toujours pas été battu ; ce jour-là, le pilote allemand avait accompli un tour à 138,66 km/h de moyenne au volant de sa Mercedes.

## Monoplaces en lice
- Ferrari Lancia D50 "Usine"

Comme en Grande-Bretagne, la Scuderia Ferrari a engagé cinq D50 en configuration 'Syracuse' (réservoir principal dans la pointe arrière, coffrages latéraux intégrés au fuselage comportant les sorties d'échappement et de petits réservoirs d'appoint). D'origine Lancia, ces monoplaces pèsent environ 640 kg et disposent d'un moteur V8 délivrant 280 chevaux à 8000 tr/min. Elles sont confiées à Juan Manuel Fangio, Peter Collins, Eugenio Castellotti, Alfonso de Portago et Luigi Musso, ce dernier effectuant son retour en compétition après quelques mois de convalescence (il s'était blessé au bras lors des 1000 kilomètres du Nürburgring. Ayant quitté l'équipe Bourne, Mike Hawthorn était supposé piloter une Ferrari au Ring, mais son engagement ne fut pas accepté, la compagnie d'assurances refusant de couvrir sa participation, jugeant ce pilote indiscipliné ! Au côté des monoplaces officielles, Giorgio Scarlatti dispose de l'ancienne Ferrari 500 de la Scuderia Centro Sud.
- Maserati 250F "Usine"

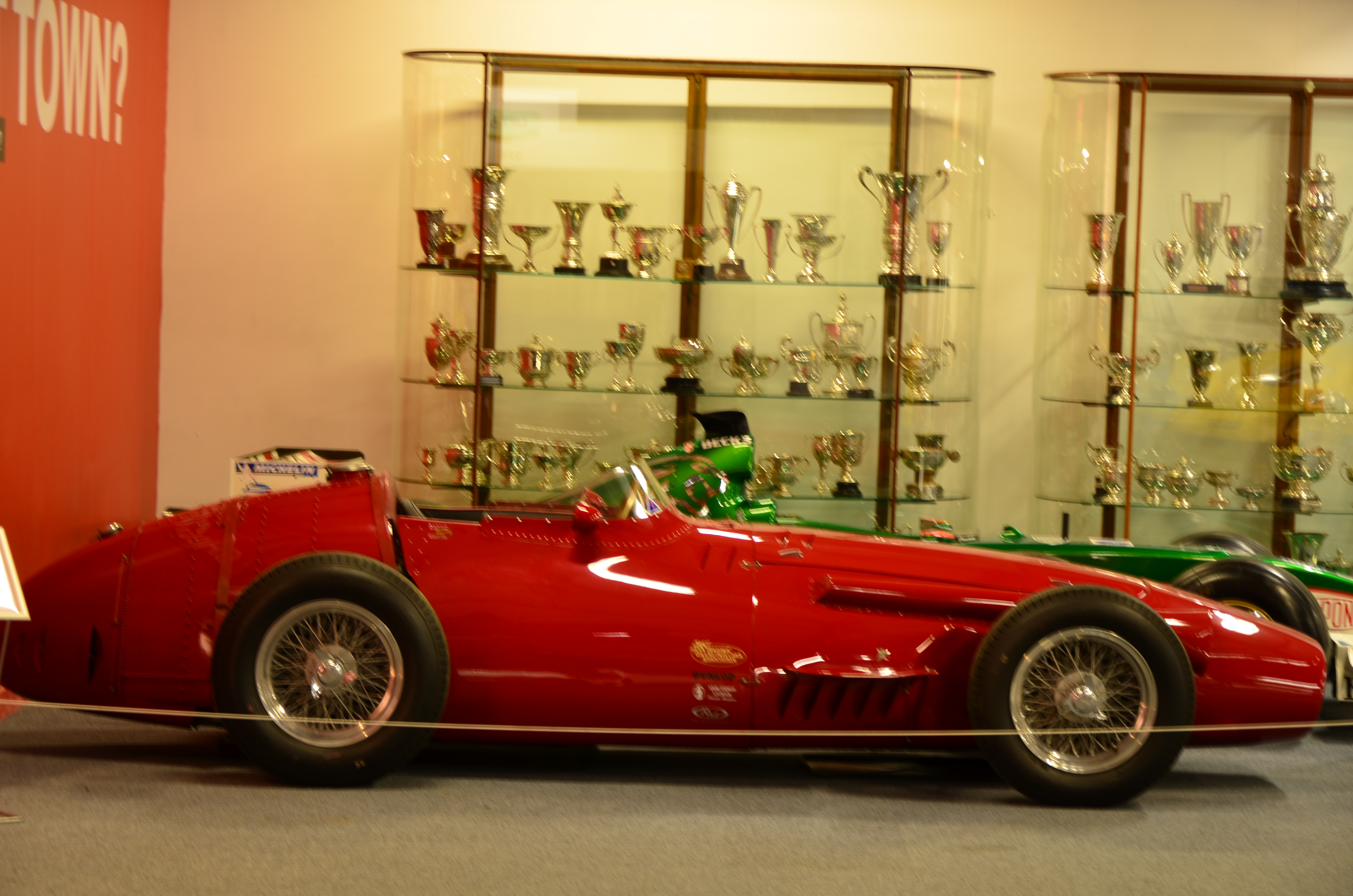
La Maserati 250F

Tout comme à Silverstone, les quatre 250F officielles sont aux mains de Stirling Moss, Jean Behra, Cesare Perdisa et Francisco Godia. Ces monoplaces sont équipées d'un moteur six cylindres en ligne alimenté par trois carburateurs, développant 270 chevaux à 7600 tr/min, pour un poids de l'ordre de 620 kg. Huit 250F privées sont également présentes, pilotées par Harry Schell, Umberto Maglioli, Roy Salvadori , Luigi Piotti, Louis Rosier, Bruce Halford, Horace Gould et Ottorino Volonterio.
- Gordini T32 "Usine"

Amédée Gordini a engagé ses deux monoplaces de Type 32, équipées d'un moteur huit cylindres délivrant environ 245 chevaux à 8000 tr/min. Elles sont confiées à Robert Manzon et André Pilette. Pesant plus de 700 kg à vide, elles ne peuvent inquiéter leurs concurrentes italiennes.

## Coureurs inscrits
| no | Pilote                          | Écurie                    | Constructeur | Modèle                        | Moteur      | Pneumatiques |
| -- | ------------------------------- | ------------------------- | ------------ | ----------------------------- | ----------- | ------------ |
| 1  | Juan Manuel Fangio              | Scuderia Ferrari          | Ferrari      | Ferrari Lancia D50 'Syracuse' | Ferrari V8  | E            |
| 2  | Peter Collins                   | Scuderia Ferrari          | Ferrari      | Ferrari Lancia D50 'Syracuse' | Ferrari V8  | E            |
| 3  | Eugenio Castellotti             | Scuderia Ferrari          | Ferrari      | Ferrari Lancia D50 'Syracuse' | Ferrari V8  | E            |
| 4  | Luigi Musso                     | Scuderia Ferrari          | Ferrari      | Ferrari Lancia D50 'Syracuse' | Ferrari V8  | E            |
| 5  | Alfonso de Portago              | Scuderia Ferrari          | Ferrari      | Ferrari Lancia D50 'Syracuse' | Ferrari V8  | E            |
| 6  | Jean Behra                      | Officine Alfieri Maserati | Maserati     | Maserati 250F                 | Maserati L6 | P            |
| 7  | Stirling Moss                   | Officine Alfieri Maserati | Maserati     | Maserati 250F                 | Maserati L6 | P            |
| 8  | Cesare Perdisa Umberto Maglioli | Officine Alfieri Maserati | Maserati     | Maserati 250F                 | Maserati L6 | P            |
| 10 | Robert Manzon                   | Équipe Gordini            | Gordini      | Gordini T32                   | Gordini L8  | E            |
| 11 | André Pilette André Milhoux     | Équipe Gordini            | Gordini      | Gordini T32                   | Gordini L8  | E            |
| 12 | Harry Schell                    | Scuderia Centro Sud       | Maserati     | Maserati 250F                 | Maserati L6 | P            |
| 14 | Giorgio Scarlatti               | Scuderia Centro Sud       | Ferrari      | Ferrari 500                   | Ferrari L4  | P            |
| 15 | Louis Rosier                    | Écurie Rosier             | Maserati     | Maserati 250F                 | Maserati L6 | P            |
| 16 | Roy Salvadori                   | Gilby Engineering         | Maserati     | Maserati 250F                 | Maserati L6 | D            |
| 17 | Umberto Maglioli                | Scuderia Guastalla        | Maserati     | Maserati 250F                 | Maserati L6 | P            |
| 18 | Luigi Piotti Luigi Villoresi    | Luigi Piotti              | Maserati     | Maserati 250F                 | Maserati L6 | P            |
| 19 | Horace Gould                    | Gould's Garage            | Maserati     | Maserati 250F                 | Maserati L6 | D            |
| 20 | Francisco Godia                 | Officine Alfieri Maserati | Maserati     | Maserati 250F                 | Maserati L6 | P            |
| 21 | Bruce Halford                   | Privé                     | Maserati     | Maserati 250F                 | Maserati L6 | D            |
| 22 | Ottorino Volonterio             | Privé                     | Maserati     | Maserati 250F                 | Maserati L6 | P            |

## Qualifications
Les qualifications se déroulent les vendredi et samedi précédant la course. D'emblée, les Ferrari dominent les débats, la souplesse de leur moteur V8 leur apportant un net avantage dans les montées. Malgré la piste encore humide, Juan Manuel Fangio se montre très à l'aise, en moins de dix minutes au tour, contrôlant de longues dérives, imité par son coéquipier Peter Collins qui effectue des temps très proches de ceux de son chef de file. Un peu en retrait, Eugenio Castellotti sur la troisième Ferrari devance néanmoins aisément les Maserati de Stirling Moss et Jean Behra. À peine sorti de convalescence, Luigi Musso n'a pas recouvré toute son aisance, subissant encore les effets de sa blessure au bras. Il se montre cependant nettement plus rapide que son compagnon d'écurie Alfonso de Portago, qui sur la cinquième Ferrari est plus lent de plusieurs dizaines de secondes au tour. Après examen de sa voiture, il s'avère que le châssis est cassé au niveau des montants d'amortisseurs arrière, et les cinq monoplaces de la Scuderia vont être aussitôt renforcées dans cette zone.
La journée du samedi confirme la tendance, Fangio et Collins, dans cet ordre, s'emparant des deux premières places de la grille, seulement séparées par trois dixièmes de seconde. Castellotti place une troisième Ferrari sur la première ligne, complétée par la Maserati de Moss, quatrième, qui, à douze secondes de Fangio, n'a pu franchir la barre des dix minutes au tour. Sixième temps des essais derrière Musso, Cesare Perdisa est sorti de la route en voulant éviter un policier sur la piste. Blessé, il ne pourra prendre part à la course. C'est Umberto Maglioli, qui devait prendre le départ au volant d'une Maserati privée, qui le remplacera au volant de la troisième Maserati d'usine. Le pilote belge André Pilette est également sorti de la route lors de la seconde journée d'essais ; blessé à un genou, il ne pourra prendre le départ et sera remplacé au sein de l'équipe Gordini par son compatriote André Milhoux, qui n'a pas du tout tourné sur cette voiture.

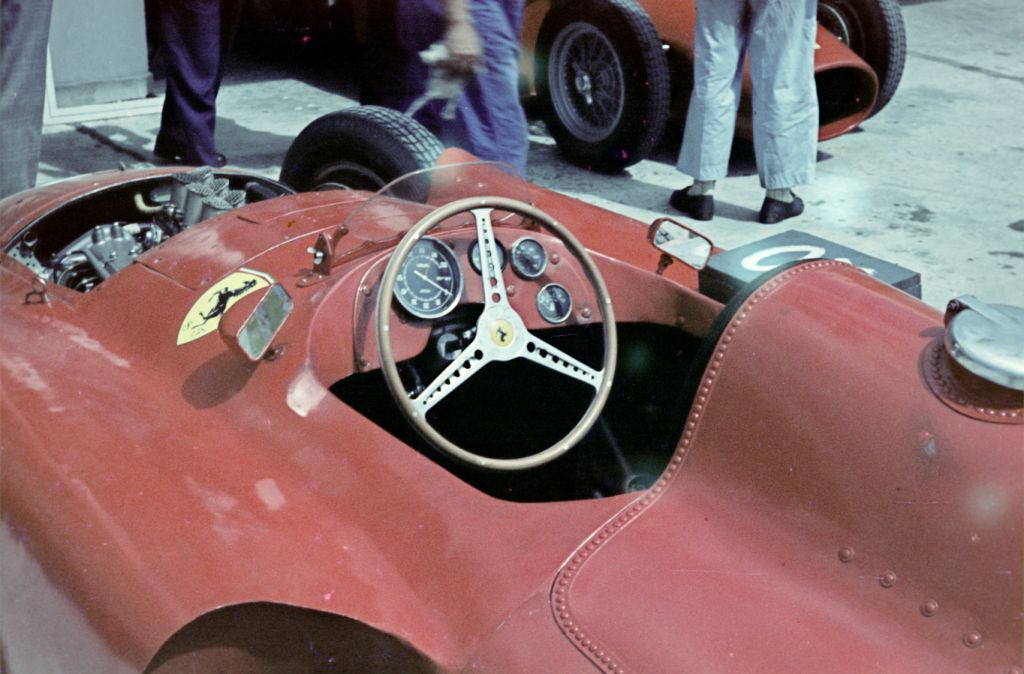
Les Ferrari D50 se sont montrées les plus rapides lors des séances de qualification.

| Pos. | Pilote              | Écurie   | Temps         | Écart          |
| ---- | ------------------- | -------- | ------------- | -------------- |
| 1    | Juan Manuel Fangio  | Ferrari  | 9 min 51 s 2  | -              |
| 2    | Peter Collins       | Ferrari  | 9 min 51 s 5  | + 0 s 3        |
| 3    | Eugenio Castellotti | Ferrari  | 9 min 54 s 4  | + 3 s 2        |
| 4    | Stirling Moss       | Maserati | 10 min 03 s 4 | + 12 s 2       |
| 5    | Luigi Musso         | Ferrari  | 10 min 20 s 3 | + 29 s 1       |
| 6    | Cesare Perdisa      | Maserati | 10 min 23 s 5 | + 32 s 3       |
| 7    | Umberto Maglioli    | Maserati | 10 min 26 s 7 | + 35 s 6       |
| 8    | Jean Behra          | Maserati | 10 min 31 s 6 | + 40 s 4       |
| 9    | Roy Salvadori       | Maserati | 10 min 32 s 4 | + 41 s 2       |
| 10   | Alfonso de Portago  | Ferrari  | 10 min 37 s 1 | + 45 s 9       |
| 11   | Bruce Halford       | Maserati | 11 min 04 s 1 | + 1 min 12 s 9 |
| 12   | Harry Schell        | Maserati | 11 min 16 s 5 | + 1 min 25 s 3 |
| 13   | Horace Gould        | Maserati | 11 min 32 s 2 | + 1 min 41 s 0 |
| 14   | Louis Rosier        | Maserati | 11 min 39 s 0 | + 1 min 47 s 9 |
| 15   | Robert Manzon       | Gordini  | 11 min 55 s 8 | + 2 min 04 s 6 |
| 16   | Francisco Godia     | Maserati | 11 min 57 s 6 | + 2 min 06 s 4 |
| 17   | André Pilette       | Gordini  | 12 min 07 s 6 | + 2 min 16 s 4 |
| 18   | Giorgio Scarlatti   | Ferrari  | 13 min 05 s 2 | + 3 min 14 s 0 |
| 19   | Luigi Piotti        | Maserati | 13 min 50 s 1 | + 3 min 48 s 9 |
| 20   | Ottorino Volonterio | Maserati | 14 min 17 s 1 | + 4 min 25 s 9 |

## Grille de départ du Grand Prix
| 1re ligne | Pos. 4                          |                                 | Pos. 3                           |                                   | Pos. 2                           |                               | Pos. 1                       |
|           | Moss Maserati 10 min 03 s 4     |                                 | Castellotti Ferrari 9 min 54 s 4 |                                   | Collins Ferrari 9 min 51 s 5     |                               | Fangio Ferrari 9 min 51 s 2  |
| 2e ligne  |                                 | Pos. 7                          |                                  | Pos. 6                            |                                  | Pos. 5                        |                              |
|           |                                 | Maglioli Maserati 10 min 26 s 7 |                                  | Emplacement vide                  |                                  | Musso Ferrari 10 min 20 s 3   |                              |
| 3e ligne  | Pos. 11                         |                                 | Pos. 10                          |                                   | Pos. 9                           |                               | Pos. 8                       |
|           | Halford Maserati 11 min 04 s 1  |                                 | Portago Ferrari 10 min 37 s 1    |                                   | Salvadori Maserati 10 min 32 s 4 |                               | Behra Maserati 10 min 31 s 6 |
| 4e ligne  |                                 | Pos. 14                         |                                  | Pos. 13                           |                                  | Pos. 12                       |                              |
|           |                                 | Rosier Maserati 11 min 39 s 0   |                                  | Gould Maserati 11 min 32 s 2      |                                  | Schell Maserati 11 min 16 s 5 |                              |
| 5e ligne  | Pos. 18                         |                                 | Pos. 17                          |                                   | Pos. 16                          |                               | Pos. 15                      |
|           | Scarlatti Ferrari 13 min 05 s 2 |                                 | Emplacement vide                 |                                   | Godia Maserati 11 min 57 s 6     |                               | Manzon Gordini 11 min 55 s 8 |
| 6e ligne  |                                 | Pos. 21                         |                                  | Pos. 20                           |                                  | Pos. 19                       |                              |
|           |                                 | Villoresi Maserati Pas de temps |                                  | Volonterio Maserati 14 min 17 s 1 |                                  | Emplacement vide              |                              |
| 7e ligne  |                                 |                                 |                                  |                                   |                                  |                               | Pos. 22                      |
|           |                                 |                                 |                                  |                                   |                                  |                               | Milhoux Gordini Pas de temps |

- Une place en seconde ligne est restée vacante à la suite du forfait de Cesare Perdisa, accidenté aux essais. De même, une place en cinquième ligne est restée vacante à la suite du forfait d'André Pilette, également accidenté aux essais. Luigi Piotti, qui devait partir en sixième ligne, a été remplacé par Luigi Villoresi le jour de la course, sa place en sixième ligne restant vacante.

## Déroulement de la course
Le départ est donné par temps froid et sec, devant environ 100 000 spectateurs. Peter Collins (Ferrari) est le plus vif en action et aborde le virage sud en tête juste devant son coéquipier Juan Manuel Fangio et la Maserati de Stirling Moss. Eugenio Castellotti (Ferrari) est dans les roues de Moss, mais va bientôt effectuer un tête-à-queue en essayant de le dépasser, perdant de nombreuses places. Collins, Fangio et Moss se détachent immédiatement du reste du peloton, roulant dans cet ordre pendant environ quatre kilomètres. Après la bosse de Flugplatz, aux environs de l'aérodrome, Fangio et Moss débordent Collins. Ce dernier ne se laisse pas décrocher, et parvient à reprendre la seconde place à son compatriote avant d'aborder la longue ligne droite qui ramène les pilotes vers les stands. Au premier passage devant les tribunes, Fangio compte environ une seconde d'avance sur Collins, Moss, troisième, ayant perdu du terrain sur les hommes de tête. Un peu plus loin viennent les Maserati de Jean Behra et Roy Salvadori et la Ferrari d'Alfonso de Portago. Fangio et Collins bouclent le second tour à près de 139 km/h de moyenne, battant tous deux le record établi par Hermann Lang dix-sept ans plus tôt ! Moss, légèrement distancé, se maintient en troisième position, conservant une bonne avance sur le peloton emmené par Behra. Au troisième tour, Salvadori renonce, suspension arrière cassée. Fangio et Collins, toujours groupés, ont pris une nette avance sur Moss, isolé, suivi à bonne distance par Behra et Portago. Umberto Maglioli est alors sixième, mais renonce peu après, la direction de sa Maserati étant hors d'usage.
Fangio et Collins dominent nettement la course. Dans certains passages, le pilote argentin prend un peu de champ, puis laisse son coéquipier revenir. Au sixième tour, alors que Castellotti vient d'abandonner, Fangio est chronométré à 139,6 km/h de moyenne, nouveau record, aussitôt battu par Collins qui a repris une demi-seconde à son leader. Moss, toujours troisième, fait mieux au septième tour à près de 140 km/h mais les Ferrari accélèrent aussitôt, Collins portant le record à 140,2 km/h. Le pilote britannique regagne cependant son stand dans un nuage de fumée : une conduite de carburant fuit, et la voiture est retirée de la course. Cet incident crée une certaine confusion dans le stand Ferrari : Castellotti, qui s'apprêtait à relayer Luigi Musso (pas encore au mieux de sa forme après sa convalescence), s'installe dans la voiture de Collins, avant de se rendre compte de son erreur lorsque Musso s'arrête à son tour ! Après avoir perdu un peu de temps, Castellotti va finalement repartir dans la bonne voiture ; il est alors cinquième derrière Fangio, Moss, Behra et Portago.
Comptant alors plus de dix secondes d'avance sur Moss, Fangio maintient une allure soutenue. Au dixième tour, il se réapproprie le record à 140,4 km/h de moyenne. Moss compte maintenant une quinzaine de secondes de retard, et la course semble jouée. Au stand Ferrari, on a fait stopper Portago afin qu'il cède sa voiture à Collins. Ce dernier reprend la piste en quatrième position, derrière la Maserati de Behra. A la mi-course, les positions sont bien établies : Fangio a porté son avance sur Moss à dix-sept secondes, Behra, troisième, comptant alors cinquante secondes de retard sur le champion argentin. Collins est toujours quatrième, et semble en mesure de revenir sur la Maserati qui le précède, tandis que Castellotti, cinquième, est distancé. Le jeune pilote italien tente néanmoins de réduire son retard, mais une sortie de route dans le douzième tour met fin à sa course. Fangio, après avoir laissé revenir Moss à treize secondes, va s'assurer définitivement le record du tour, réalisant une performance époustouflante à plus de 141 km/h de moyenne, améliorant de près de dix secondes son temps de qualification ! Entre-temps, Behra a dû s'arrêter à son stand pour faire refixer une attache de réservoir, perdant sa troisième place au profit de Collins. Le pilote britannique continue à attaquer, dans l'espoir de revenir sur Moss pour lui disputer la seconde place. Mais alors qu'il aborde le secteur de Brünnchen pour la quinzième fois, il perd le contrôle de sa Ferrari et sort brutalement de la route ; il est indemne, mais sa voiture est hors d'usage.
La course est désormais jouée. Au volant de la seule Ferrari rescapée, Fangio contrôle aisément la situation. Sauf incident, Moss est assuré de la deuxième place, son coéquipier Behra comptant plusieurs minutes de retard depuis son arrêt. En quatrième position, le Britannique Bruce Halford (Maserati) compte plus d'un tour de retard. La fin de l'épreuve se déroule sans incident notable, hormis un tête-à-queue d'Halford dans son dix-septième tour, sans dommage pour la voiture qui devra néanmoins être poussée pour repartir. Fangio, marqué par le magnifique effort qu'il vient d'accomplir, remporte une éclatante victoire qui lui permet de prendre la tête du championnat du monde. Seules cinq autres voitures (toutes des Maserati) terminent la course, Moss second devançant Behra,  Halford, Francisco Godia et Louis Rosier. Après l'arrivée, Halford va toutefois être disqualifié pour assistance extérieure, permettant à Godia et Rosier de gagner une place.

### Classements intermédiaires
Classements intermédiaires des monoplaces aux premier, troisième, cinquième, huitième, dixième, onzième, treizième, quatorzième, seizième et vingtième tours.

### Classement de la course

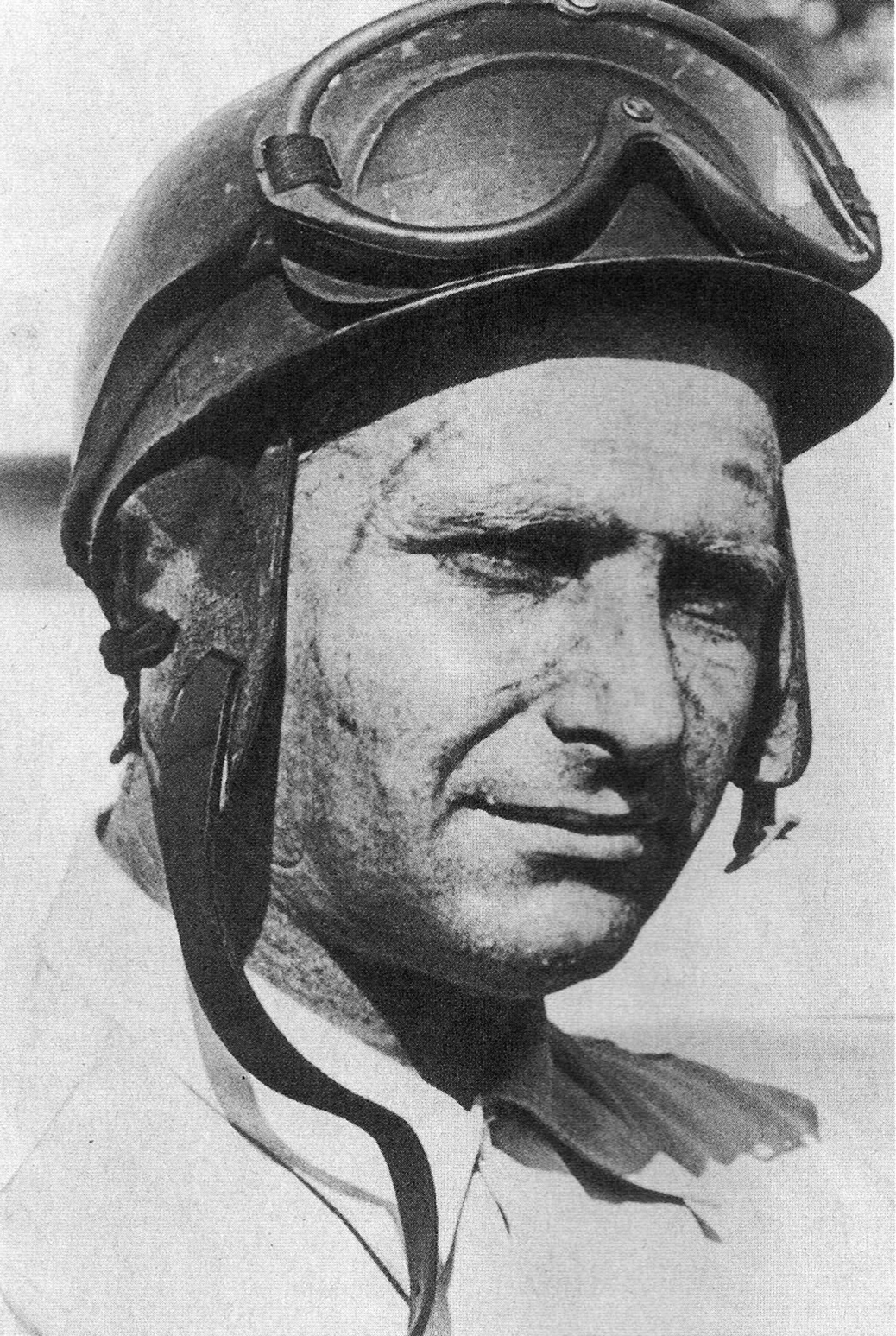
Juan Manuel Fangio remporte une magistrale victoire au Nürburgring.

| Pos  | No | Pilote                           | Écurie   | Tours | Temps/Abandon                      | Grille | Points |
| ---- | -- | -------------------------------- | -------- | ----- | ---------------------------------- | ------ | ------ |
| 1    | 1  | Juan Manuel Fangio               | Ferrari  | 22    | 3 h 38 min 43 s 7                  | 1      | 9      |
| 2    | 7  | Stirling Moss                    | Maserati | 22    | 3 h 39 min 30 s 1 (+ 46 s 4)       | 4      | 6      |
| 3    | 6  | Jean Behra                       | Maserati | 22    | 3 h 46 min 22 s 0 (+ 7 min 38 s 3) | 8      | 4      |
| 4    | 20 | Francisco Godia                  | Maserati | 20    | 3 h 49 min 15 s 7 (+ 2 tours)      | 16     | 3      |
| 5    | 15 | Louis Rosier                     | Maserati | 19    | 3 h 39 min 16 s 7 (+ 3 tours)      | 14     | 2      |
| Dsq. | 21 | Bruce Halford                    | Maserati | 20    | Disqualifié (aide du public)       | 11     |        |
| Nc.  | 22 | Ottorino Volonterio              | Maserati | 16    | +6 tours                           | 20     |        |
| Abd. | 11 | André Milhoux                    | Gordini  | 15    | Moteur                             | 22     |        |
| Abd. | 5  | Alfonso de Portago Peter Collins | Ferrari  | 14    | Accident                           | 10     |        |
| Abd. | 18 | Luigi Villoresi                  | Maserati | 13    | Moteur                             | 21     |        |
| Abd. | 12 | Harry Schell                     | Maserati | 13    | Surchauffe moteur                  | 12     |        |
| Abd. | 4  | Luigi Musso Eugenio Castellotti  | Ferrari  | 11    | Accident                           | 5      |        |
| Abd. | 2  | Peter Collins                    | Ferrari  | 8     | Fuite d'essence                    | 2      |        |
| Abd. | 3  | Eugenio Castellotti              | Ferrari  | 5     | Panne électrique                   | 3      |        |
| Abd. | 8  | Umberto Maglioli                 | Maserati | 3     | Direction                          | 7      |        |
| Abd. | 19 | Horace Gould                     | Maserati | 3     | Pression d'huile                   | 13     |        |
| Abd. | 16 | Roy Salvadori                    | Maserati | 2     | Suspension                         | 9      |        |
| Abd. | 10 | Robert Manzon                    | Gordini  | 0     | Suspension                         | 15     |        |
| Abd. | 14 | Giorgio Scarlatti                | Ferrari  | 0     | Moteur                             | 18     |        |
| Np.  | 8  | Cesare Perdisa                   | Maserati |       | Accident aux essais                | 6      |        |
| Np.  | 11 | André Pilette                    | Gordini  |       | Accident aux essais                | 17     |        |
| Np.  | 18 | Luigi Piotti                     | Maserati |       | Voiture pilotée par Villoresi      | 19     |        |

Légende:
- Abd.= Abandon - Np.=Non partant -Nc.=Non classé.

### Pole position et record du tour
- Pole position :  Juan Manuel Fangio en 9 min 51 s 2 (vitesse moyenne : 138,897 km/h).
- Meilleur tour en course :  Juan Manuel Fangio en 9 min 41 s 6 (vitesse moyenne : 141,190 km/h) au quatorzième tour.

#### Évolution du record du tour en course
Le record du tour fut amélioré sept fois au cours de l'épreuve.

### Tours en tête
- Juan Manuel Fangio : 22 tours (1-22)
- Bien que premier à chacun des vingt-deux passages sur la ligne, Fangio n'a pas mené la course de bout en bout, son coéquipier Peter Collins ayant pris la tête au départ et l'ayant conservée pendant un peu plus de quatre kilomètres lors du premier tour avant de se faire déborder par le champion du monde[12].

## Classement général à l'issue de la course
- attribution des points : 8, 6, 4, 3, 2 respectivement aux cinq premiers de chaque épreuve et 1 point supplémentaire pour le pilote ayant accompli le meilleur tour en course (signalé par un astérisque)
- Le règlement permet aux pilotes de se relayer sur une même voiture, les points éventuellement acquis étant alors partagés. En Argentine, Musso et Fangio marquent chacun quatre points pour leur victoire, Landi et Gerini marquent chacun un point et demi pour leur quatrième place. À Monaco, Collins et Fangio marquent chacun trois points pour leur seconde place, Castellotti un point et demi pour la quatrième place partagée avec Fangio, ce dernier ne pouvant cumuler avec les points de sa seconde place. En Belgique, Perdisa et Moss marquent chacun deux points pour leur troisième place. En France, les mêmes Perdisa et Moss marquent chacun un point pour leur cinquième place. En Grande-Bretagne, Portago et Collins marquent chacun trois points pour leur seconde place.

| Pos. | Pilote                 | Écurie       | Points | ARG | MON | 500 | BEL | FRA | GBR | ALL | ITA |
| ---- | ---------------------- | ------------ | ------ | --- | --- | --- | --- | --- | --- | --- | --- |
| 1    | Juan Manuel Fangio     | Ferrari      | 30     | 5*  | 4*  | -   | -   | 4*  | 8   | 9*  |     |
| 2    | Peter Collins          | Ferrari      | 22     | -   | 3   | -   | 8   | 8   | 3   | -   |     |
|      | Jean Behra             | Maserati     | 22     | 6   | 4   | -   | -   | 4   | 4   | 4   |     |
| 4    | Stirling Moss          | Maserati     | 19     | -   | 8   | -   | 3*  | 1   | 1*  | 6   |     |
| 5    | Pat Flaherty           | Watson       | 8      | -   | -   | 8   | -   | -   | -   | -   |     |
| 6    | Eugenio Castellotti    | Ferrari      | 7,5    | -   | 1,5 | -   | -   | 6   | -   | -   |     |
| 7    | Sam Hanks              | Kurtis Kraft | 6      | -   | -   | 6   | -   | -   | -   | -   |     |
|      | Paul Frère             | Ferrari      | 6      | -   | -   | -   | 6   | -   | -   | -   |     |
| 9    | Luigi Musso            | Ferrari      | 4      | 4   | -   | -   | -   | -   | -   | -   |     |
|      | Mike Hawthorn          | Maserati     | 4      | 4   | -   | -   | -   | -   | -   | -   |     |
|      | Don Freeland           | Phillips     | 4      | -   | -   | 4   | -   | -   | -   | -   |     |
| 12   | Alfonso de Portago     | Ferrari      | 3      | -   | -   | -   | -   | -   | 3   | -   |     |
|      | Cesare Perdisa         | Maserati     | 3      | -   | -   | -   | 2   | 1   | -   | -   |     |
|      | Johnnie Parsons        | Kuzma        | 3      | -   | -   | 3   | -   | -   | -   | -   |     |
|      | Harry Schell           | Vanwall      | 3      | -   | -   | -   | 3   | -   | -   | -   |     |
|      | Jack Fairman           | Connaught    | 3      | -   | -   | -   | -   | -   | 3   | -   |     |
|      | Francisco Godia        | Maserati     | 3      | -   | -   | -   | -   | -   | -   | 3   |     |
| 18   | Olivier Gendebien      | Ferrari      | 2      | 2   | -   | -   | -   | -   | -   | -   |     |
|      | Hermano da Silva Ramos | Gordini      | 2      | -   | 2   | -   | -   | -   | -   | -   |     |
|      | Dick Rathmann          | Kurtis Kraft | 2      | -   | -   | 2   | -   | -   | -   | -   |     |
|      | Luigi Villoresi        | Maserati     | 2      | -   | -   | -   | 2   | -   | -   | -   |     |
|      | Horace Gould           | Maserati     | 2      | -   | -   | -   | -   | -   | 2   | -   |     |
|      | Louis Rosier           | Maserati     | 2      | -   | -   | -   | -   | -   | -   | 2   |     |
| 24   | Chico Landi            | Maserati     | 1,5    | 1,5 | -   | -   | -   | -   | -   | -   |     |
|      | Gerino Gerini          | Maserati     | 1,5    | 1,5 | -   | -   | -   | -   | -   | -   |     |
| 26   | Paul Russo             | Kurtis Kraft | 1      | -   | -   | 1*  | -   | -   | -   | -   |     |

## À noter
- 20e victoire en championnat du monde pour Juan Manuel Fangio.
- 7e hat trick en championnat du monde pour Juan Manuel Fangio.
- 25e victoire en championnat du monde pour Ferrari en tant que constructeur.
- 25e victoire en championnat du monde pour Ferrari en tant que motoriste.
- 1er et unique Grand Prix de championnat du monde pour André Milhoux.
- 38e et dernier Grand Prix de championnat du monde pour Louis Rosier.
- 1ers points en championnat du monde pour Francisco Godia.
- Bruce Halford, quatrième à l'arrivée, est disqualifié pour avoir reçu de l'aide extérieure.

- Voitures copilotées :
  - n° 5 : Alfonso de Portago (10 tours) et Peter Collins (4 tours).
  - n° 4 : Luigi Musso (8 tours) et Eugenio Castellotti (3 tours).